# Moon Landing
Moon Landing är ett musikalbum med den brittiska artisten James Blunt. Skivan släpptes under 2013.

## Låtlista
1. Face the Sun
2. Satellites
3. Bonfire Heart
4. Heart to Heart
5. Miss America
6. The Only One
7. Sun on Sunday
8. Bones
9. Always Hate Me
10. Postcards
11. Blue on Blue